# Felbamat

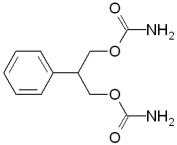
Felbamat

Felbamat är ett antiepileptikum framställt av Schering-Plough. I Sverige heter medicinen Taloxa.
Felbamat används vid epilepsi, antingen ihop med andra antiepileptika eller som monoterapi. Ett annat användningsområde är Lennox-Gastauts syndrom.